# NGC 5861
NGC 5861 est une galaxie spirale intermédiaire située dans la constellation de la Balance. Sa vitesse par rapport au fond diffus cosmologique est de 2 044 ± 14 km/s, ce qui correspond à une distance de Hubble de 30,2 ± 2,1 Mpc (∼98,5 millions d'al). NGC 5861 a été découverte par l'astronome germano-britannique William Herschel en 1784.

NGC 5861 par le télescope spatial Hubble.

La classe de luminosité de NGC 5861 est III et elle présente une large raie HI. La luminosité de NGC 5661 dans l'infrarouge lointain (de 40 à 400 µm) est égale à 1,58 × 1010 {\displaystyle L_{\odot }} (1010,20{\displaystyle L_{\odot }}) et sa luminosité totale dans l'infrarouge (de 8 à 1 000 µm) est de 4,37 × 1010 {\displaystyle L_{\odot }} (1010,64{\displaystyle L_{\odot }}).
Elle renferme également des régions d'hydrogène ionisé. C'est aussi une galaxie active de type Seyfert 2. NGC 5851 est l'hôte d'un mégamaser (en) hydroxyle.
À ce jour, une trentaine de mesures non basées sur le décalage vers le rouge (redshift) donnent une distance de 25,387 ± 4,430 Mpc (∼82,8 millions d'al), ce qui est à l'intérieur valeurs de la distance de Hubble. Notons cependant que c'est avec la valeur moyenne des mesures indépendantes, lorsqu'elles existent, que la base de données NASA/IPAC calcule le diamètre d'une galaxie et qu'en conséquence le diamètre de NGC 5861 pourrait être d'environ 29,0 kpc (∼94 600 al) si on utilisait la distance de Hubble pour le calculer.

## Supernova
Deux supernovas ont été découvertes dans NGC 5861 : SN 1971D et SN 2017erp.

### SN 1971D
Cette supernova a été découverte le 24 février 1971 par Jolly et Dunlap. Le type de cette supernova n'a pas été déterminé.
Des observations réalisée avec le télescope spatial Hubble ont montré qu'il existe possiblement un écho lumineux de cette supernova. 

### SN 2017erp
Cette supernova a été découverte à Yamagata au Japon le 13 juin 2017 par l'astronome japonais Koichi Itagaki. Cette supernova était de type Ia.